# 2021年のバロンドール
2021年のバロンドールは、世界各国のスポーツジャーナリストの投票によってサッカーの2021年世界年間最優秀選手を決める賞である。2021年11月29日に発表された。

## 概要
今回から『ベスト・クラブ・オブ・ザ・イヤー』と『ベスト・ストライカー・オブ・ザ・イヤー』が新設された。
なお、ベスト・ストライカー・オブ・ザ・イヤーは、翌年のバロンドールから『ゲルト・ミュラー・トロフィー』へと名称を変更した。

## 結果
結果は以下の通りとなった。

### バロンドール
| 順位 | 選手                       | 国籍         | 所属クラブ                                  | ポイント |
| ---- | -------------------------- | ------------ | ------------------------------------------- | -------- |
| 1    | リオネル・メッシ           | アルゼンチン | バルセロナ / パリ・サンジェルマン           | 613      |
| 2    | ロベルト・レヴァンドフスキ | ポーランド   | バイエルン・ミュンヘン                      | 580      |
| 3    | ジョルジーニョ             | イタリア     | チェルシー                                  | 460      |
| 4    | カリム・ベンゼマ           | フランス     | レアル・マドリード                          | 239      |
| 5    | エンゴロ・カンテ           | フランス     | チェルシー                                  | 186      |
| 6    | クリスティアーノ・ロナウド | ポルトガル   | ユヴェントス / マンチェスター・ユナイテッド | 178      |
| 7    | モハメド・サラー           | エジプト     | リヴァプール                                | 121      |
| 8    | ケヴィン・デ・ブライネ     | ベルギー     | マンチェスター・シティ                      | 73       |
| 9    | キリアン・エムバペ         | フランス     | パリ・サンジェルマン                        | 58       |
| 10   | ジャンルイジ・ドンナルンマ | イタリア     | ACミラン / パリ・サンジェルマン             | 36       |
| 11   | アーリング・ハーランド     | ノルウェー   | ドルトムント                                | 33       |
| 12   | ロメル・ルカク             | ベルギー     | インテル / チェルシー                       | 26       |
| 13   | ジョルジョ・キエッリーニ   | イタリア     | ユヴェントス                                | 26       |
| 14   | レオナルド・ボヌッチ       | イタリア     | ユヴェントス                                | 18       |
| 15   | ラヒーム・スターリング     | イングランド | マンチェスター・シティ                      | 10       |
| 16   | ネイマール                 | ブラジル     | パリ・サンジェルマン                        | 9        |
| 17   | ルイス・スアレス           | ウルグアイ   | アトレティコ・マドリード                    | 8        |
| 18   | シモン・ケアー             | デンマーク   | ACミラン                                    | 8        |
| 19   | メイソン・マウント         | イングランド | チェルシー                                  | 7        |
| 20   | リヤド・マフレズ           | アルジェリア | マンチェスター・シティ                      | 7        |
| 21   | ブルーノ・フェルナンデス   | ポルトガル   | マンチェスター・ユナイテッド                | 6        |
| 21   | ラウタロ・マルティネス     | アルゼンチン | インテル                                    | 6        |
| 23   | ハリー・ケイン             | イングランド | トッテナム                                  | 4        |
| 24   | ペドリ                     | スペイン     | バルセロナ                                  | 3        |
| 25   | フィル・フォーデン         | イングランド | マンチェスター・シティ                      | 2        |
| 26   | ニコロ・バレッラ           | イタリア     | インテル                                    | 1        |
| 26   | ジェラール・モレノ         | スペイン     | ビジャレアル                                | 1        |
| 26   | ルベン・ディアス           | ポルトガル   | マンチェスター・シティ                      | 1        |
| 29   | セサル・アスピリクエタ     | スペイン     | チェルシー                                  | 0        |
| 29   | ルカ・モドリッチ           | クロアチア   | レアル・マドリード                          | 0        |

出典: ゲキサカ

### 女子バロンドール
| 順位 | 選手                         | 国籍           | 所属クラブ                                  | ポイント |
| ---- | ---------------------------- | -------------- | ------------------------------------------- | -------- |
| 1    | アレクシア・プテジャス       | スペイン       | バルセロナ                                  | 186      |
| 2    | ジェニファー・エルモソ       | スペイン       | バルセロナ                                  | 84       |
| 3    | サム・カー                   | オーストラリア | チェルシー                                  | 46       |
| 4    | フィフィアネ・ミデマー       | オランダ       | アーセナル                                  | 46       |
| 5    | リーケ・マルテンス           | オランダ       | バルセロナ                                  | 40       |
| 6    | クリスティン・シンクレア     | カナダ         | ポートランド・ソーンズ                      | 36       |
| 7    | ペルニレ・ハルダー           | デンマーク     | チェルシー                                  | 33       |
| 8    | アシュリー・ローレンス       | カナダ         | パリ・サンジェルマン                        | 26       |
| 9    | ジェシー・フレミング         | カナダ         | チェルシー                                  | 25       |
| 10   | フラン・カービー             | イングランド   | チェルシー                                  | 22       |
| 11   | マグダレーナ・エリクソン     | スウェーデン   | チェルシー                                  | 20       |
| 12   | クリスティアネ・エンドレル   | チリ           | パリ・サンジェルマン / オリンピック・リヨン | 19       |
| 13   | スティナ・ブラクステニウス   | スウェーデン   | ハッケン                                    | 10       |
| 14   | サマンサ・メウィス           | アメリカ合衆国 | ノースカロライナ・カレッジ                  | 8        |
| 15   | イレーネ・パレデス           | スペイン       | パリ・サンジェルマン / バルセロナ           | 8        |
| 16   | エレン・ホワイト             | イングランド   | マンチェスター・シティ                      | 4        |
| 17   | カディディアトゥ・ディアニ   | フランス       | パリ・サンジェルマン                        | 3        |
| 18   | マリーアントワネット・カトト | フランス       | パリ・サンジェルマン                        | 3        |
| 19   | サンドラ・パニョス           | スペイン       | バルセロナ                                  | 3        |
| 20   | ワンディ・ルナール           | フランス       | オリンピック・リヨン                        | 2        |

### コパ・トロフィー
| 順位 | 選手                         | 国籍           | 所属クラブ                   | ポイント |
| ---- | ---------------------------- | -------------- | ---------------------------- | -------- |
| 1    | ペドリ                       | スペイン       | バルセロナ                   | 89       |
| 2    | ジュード・ベリンガム         | イングランド   | ドルトムント                 | 39       |
| 3    | ジャマル・ムシアラ           | ドイツ         | バイエルン・ミュンヘン       | 38       |
| 4    | ヌーノ・メンデス             | ポルトガル     | パリ・サンジェルマン         | 23       |
| 5    | メイソン・グリーンウッド     | イングランド   | マンチェスター・ユナイテッド | 15       |
| 6    | ブカヨ・サカ                 | イングランド   | アーセナル                   | 8        |
| 7    | フロリアン・ヴィルツ         | ドイツ         | レバークーゼン               | 8        |
| 8    | ライアン・フラーフェンベルフ | オランダ       | アヤックス                   | 3        |
| 9    | ジェレミー・ドク             | ベルギー       | レンヌ                       | 1        |
| 9    | ジョヴァンニ・レイナ         | アメリカ合衆国 | ドルトムント                 | 1        |

### ヤシン・トロフィー
| 順位 | 選手                       | 国籍         | 所属クラブ                      | ポイント |
| ---- | -------------------------- | ------------ | ------------------------------- | -------- |
| 1    | ジャンルイジ・ドンナルンマ | イタリア     | ACミラン / パリ・サンジェルマン | 594      |
| 2    | エドゥアール・メンディ     | セネガル     | チェルシー                      | 404      |
| 3    | ヤン・オブラク             | スロベニア   | アトレティコ・マドリード        | 155      |
| 4    | エデルソン                 | ブラジル     | マンチェスター・シティ          | 93       |
| 5    | マヌエル・ノイアー         | ドイツ       | バイエルン・ミュンヘン          | 91       |
| 6    | エミリアーノ・マルティネス | アルゼンチン | アストン・ヴィラ                | 90       |
| 7    | カスパー・シュマイケル     | デンマーク   | レスター・シティ                | 37       |
| 8    | ティボ・クルトゥワ         | ベルギー     | レアル・マドリード              | 29       |
| 9    | ケイロル・ナバス           | コスタリカ   | パリ・サンジェルマン            | 29       |
| 10   | サミール・ハンダノヴィッチ | スロベニア   | インテル                        | 8        |

### ベスト・ストライカー・オブ・ザ・イヤー
| 順位 | 選手                       | 国籍       | 所属クラブ             | ポイント |
| ---- | -------------------------- | ---------- | ---------------------- | -------- |
| 1    | ロベルト・レヴァンドフスキ | ポーランド | バイエルン・ミュンヘン | 59       |

### ベスト・クラブ・オブ・ザ・イヤー
| 順位 | クラブ     | ポイント |
| ---- | ---------- | -------- |
| 1    | チェルシー | 10       |

出典: 